# Nijō
Cesarz Nijō (jap. 二条天皇 Nijō tennō; ur. 31 lipca 1143 r., zm. 5 września 1165 r.) – 78. cesarz Japonii, według tradycyjnego porządku dziedziczenia.
Przed wstąpieniem na tron nosił imię książę Morihito (jap. 守仁親王 Morihito-shinnō). Był pierwszym synem cesarza Go-Shirakawa i ojcem cesarza Rokujō.
Nijō panował w latach 1158–1165.
Mauzoleum cesarza Nijō znajduje się w Kioto. Nazywa się Kōryū-ji no misasagi.